# Тутси
Ту́тси (также упоминаются как вату́тси, бату́тси, вахума, вавиту, бахима, хима) — этническая и социальная группа в центральной Африке (Руанда, Бурунди, Демократическая Республика Конго) численностью около 3 млн человек.

## Язык
Тутси говорят на языках руанда (киньяруанда) и рунди (кирунди), принадлежащих к группе банту нигеро-конголезской семьи языков. Руанда и рунди взаимопонимаемы и имеют письменность на основе латинского алфавита. Многие представители тутси говорят на французском языке.

## История и версии происхождения
Существовали версии о хамитском происхождении тутси. Они были основаны на биологическом сходстве с этносами Эфиопии. Тутси близки к галла Эфиопии, и в то же время между ними есть существенные различия.
В начале XX века считалось, что такая особенность внешности некоторых жителей Руанды как «европейский» нос может быть обусловлена только европейским происхождением народа, ведущимся от эфиопов, однако современные генетические исследования у-хромосомы показали, что тутси близки к кушитам и эфиосемитам, вероятно, с незначительной восточноафриканской примесью. Генетически тутси более всего сходны с хуту.
У тутси есть легенды, утверждающие, что раньше они жили в стране Миср (Египте). Несмотря на то, что в Северной Африке нет ни народов, похожих на тутси, ни длиннорогих коров-иньямбо, на рисунках, сохранившихся со времён фараонов, можно увидеть изображение коров с огромными лирообразными рогами и высоких чернокожих пастухов с классическими чертами лица. Кроме того, у тутси сохранились музыкальные фольклорные произведения, более близкие к арабской, чем к африканской музыке.
- XV век — миграция с территорий Судана и Эфиопии[5] в Руанду и Бурунди, возможно, под влиянием арабского нашествия. Господствующее меньшинство чужеземного происхождения (скотоводы тутси), придя в регион, наложилось на гораздо более многочисленное местное крестьянское население — хуту, приняло их язык, традицию обожествления монарха. Тутси строили государство и расширяли его территорию. Ими были выработаны механизмы, обеспечивающие их политическое и экономическое господство: сеть отношений личной зависимости, административную иерархию, войско. Легенды тутси рассказывают о первом короле Руанды Гиханге, который захватил территорию нескольких королевств хима, разгромил нескольких могущественных бахинза, королей хуту, и распространил свою власть над всем регионом, который в настоящее время составляет территорию Руанды и Бурунди. Образование Империи Тутси-Хима (Tutsi Hema Empire).

- 1865 — проникновение тутси на территорию Бельгийского Конго.
- 1959 — свержение короля тутси Кигели V и ликвидация привилегий тутси. Их обвиняли в служении белому колониализму. 160 тысяч тутси покинули Руанду.
- 1972 — массовые убийства в Бурунди хуту армией тутси[6]
- 1993 — массовые убийства тутси со стороны хуту в Бурунди[7].
- 1994 — Геноцид в Руанде. Сотни тысяч тутси были убиты. Преследователи называли их «инъензи» (руанда inyenzi) — тараканы. Однако тутси, являясь меньшинством, выиграли конфликт и вместе с РПФ пришли к власти. Им снова было предъявлено обвинение в прислуживании англо-американскому неоколониализму.
- 1998 — мятеж тутси в Демократической Республике Конго — начало Второй конголезской войны, в которой тутси одержали победу — их лидер стал министром обороны Демократической Республики Конго.
- 2004 — мятеж тутси в Демократической Республике Конго.

### Антропологическая особенность
Считается, что тутси самый высокорослый народ Африки. Для них характерны узкие вытянутые лица, вытянутые тела, длинные ноги. Способствовало этому образ жизни с полупустынным и пустынным климатом, где приходится очень много перемещаться. Средний рост мужчин составляет 193 см, а женщин — 175.

## Религия
Большинство тутси исповедуют католицизм, однако сохранились и некоторые древние верования. Например, легенда о боге-творце Имаана, дарующем здоровье и плодородие. По легенде, монарх разделяет его силу. Символы божественного происхождения власти монарха — священный огонь, особые королевские барабаны и ритуалы. Духи предков — абазима — служат гонцами у Имаана и передают его волю людям. Абазима могут даровать удачу потомкам, которые почитают их, и наслать несчастья на непочтительных. Люди приносят жертвы духам предков и посещают гадателей, чтобы спросить у них совета. Небольшой процент тутси исповедуют ислам.

## Культура

### Образование
Не более половины тутси Руанды и Бурунди могут читать и писать на родном языке и совсем немногие читают и пишут по-французски.

### Фольклор
Фольклор тутси включает в себя пословицы, сказки, мифы, загадки и песни. В одной из сказок народа говорится о Себгугугу, бедняке, которому помог бог, обеспечивая его семью пищей и всем необходимым. Но с каждым разом Себгугугу желал всё большего, и за его жадность бог лишил его всего.

### Музыка
Пение, пляски и игра на тамтаме имели большое значение в жизни тутси и в наше время особенно распространены в сельской местности. Тутси сочиняют песни: охотничьи, колыбельные, «ибикуба» — хвалебные песни для скота. Тамтам считался живым, наделённым собственной индивидуальностью предметом, внушающим почтение и страх. Жителям Руанды полагалось тремя ударами в ладони приветствовать тамтам правителя, таким же образом приветствовали и самого правителя — мвами. В языке тутси и некоторых других народов Африки существуют метафоры, отражающие отношение к тамтаму как к проявлению и символу правителя. Например, «государь передаёт тамтам» означало «государь умирает», «съесть тамтам» — прийти к власти, «сын тамтама» — правитель царской крови, «мирный тамтам» — спокойное правление. Для проведения ритуала вокруг центрального тамтама ставятся 24 высоких тамтама. Барабанщики двигаются вокруг них, чтобы каждому довелось поиграть на главном тамтаме. Такой ритуал практикуется до сих пор.

### Танцы
Ритуальные танцы исполняются танцорами — нторе. Изначально нторе служили при дворе, все они были детьми знати. В основном в танцах имитируется бой, танцор держит в руках оружие. Различают танец Икуму («копьё»), Умухето («лук») и Ингабо («щит»).

### Ритуалы, церемонии, традиции
Ритуалы тутси и хуту практически идентичны. Первый из них — церемония присвоения имени, проводящаяся на седьмой день после рождения ребёнка.
Брак считается законным после выплаты выкупа за невесту — он даётся семьёй жениха семье невесты и служит возмещением за её потомство, которое отныне будет принадлежать линиджу мужа.
Когда у женщины рождается первый сын, она клеит на лоб кружок из соломы сорго, кукурузы или мелкого красного и белого бисера.
В случае смерти человека его родственникам предписывается некоторое время воздерживаться от физического труда и половых сношений. По истечении периода траура семья устраивает поминки.

### Традиционный уклад жизни
Изначально тутси были кочевниками, до сих пор сохраняется представление о скотоводстве как о наиболее почётном роде занятий.

#### Жилище
Традиционное жилище тутси представляет собой хижину с каркасом из древесины и оплёткой из камыша и соломы, по форме напоминающую улей. Вокруг жилища ставился высокий забор. Тутси нашего времени строят дома коттеджного типа с использованием современных материалов.

#### Еда
Основная пища тутси сельской местности — молочные продукты и фрукты, выращивается сорго. Коров для получения мяса убивают только в исключительных случаях. Из алкогольных напитков можно отметить пиво из сорго и банановую настойку.

#### Одежда
В прошлом мужчины и женщины тутси носили плащи. Женский костюм состоял из белых плаща и тюрбана. Современные тутси носят одежду западного покроя. Среди женщин популярностью пользуются цветные платья и накидки.

#### Ремёсла
Традиционные виды народного промысла в Руанде и Бурунди — плетение корзин, горшечное дело, резьба по дереву, художественная обработка металла и ювелирное дело.
Плетение остаётся одним из наиболее широко распространённых среди народов Бурунди и Руанды ремеслом. Многовековое развитие традиции плетения привело к появлению художественных форм, не только удовлетворяющих бытовые нужды людей, но также являющихся самобытными произведениями искусства. Цвета, характерные для плетёных изделий тутси — чёрный, красный и бледно-золотистый цвет сухой соломы. Чёрный краситель получали путём вываривания цветов банана, красную краску аналогичным образом получали из корней и семян растения «урукамги». К 1930 году палитра пополнилась зарубежными красителями, стали появляться корзины, украшенные зелёными, оранжевыми, лиловыми узорами.
Миниатюрные коробочки, сплетённые кольцевой техникой, носят название «агасеки». Издревле плетением занимались женщины из богатых семейств привилегированного сословия тутси, которые обладали достаточным количеством свободного времени для совершенствования навыков плетения. С тех пор как тутси утратили господствующее положение, традиция затейливого, изящного плетения уходит в прошлое, плетёные изделия постепенно вытесняются пластиковыми.
Тутси украшали бисером рукояти клинков и ножны, чтобы подчеркнуть свой высокий статус. Для оплетения применялась техника «кирпичного низания» — бисерины располагаются подобно кирпичам в кладке. Такая техника характерна для Южной Африки в целом.

## Геноцид тутси в Руанде
Власть тутси над хуту в регионе Великих Африканских озёр поддерживалась Бельгией до 1962 года, пока регион не был поделён на Руанду и Бурунди, получив независимость. Хуту получили полный контроль над Руандой, что привело к геноциду тутси, 800 000 были убиты. В результате конфликта погибло суммарно около миллиона человек (14% населения Руанды).
Ко времени геноцида в Руанде деление на хуту и тутси носило больше социальный характер, между этими этническими группами уже не было языковых и культурных различий, а физические различия во многом стёрлись из-за межэтнических браков, хотя до сих пор распространено представление, что тутси выше ростом, и что их кожа светлее. Со времён бельгийского колониального правительства национальность была записана в идентификационной карточке руандийца, при этом запись о национальности ребёнка соответствовала записи о национальности его отца. То есть если отец был записан как тутси, то все его дети считались тутси, даже если их мать была из хуту.
Из-за конфликтов между хуту и тутси обстановка в регионе Великих Африканских озёр остаётся напряжённой.

## Тутси в Демократической Республике Конго
Люди, говорящие на руандийском языке, появились на территории современной ДРК ещё в средние века. До появления европейских колонизаторов в конце XIX века государственные образования этого региона находились в состоянии постоянных конфликтов между собой. Большая часть территории будущей Восточной провинции ДРК была захвачена королём Руанды Кигели IV (1860—1895). Каждый раз, когда руандийцы захватывали новые территории, происходило их переселение (как тутси, так и хуту) на эти территории.
После того как Конго стала бельгийской колонией, началась миграция из Руанды и Бурунди в Конго для работ на плантациях хлопка и на строительстве железной дороги.
В начале XX века миграция из Руанды в восточные районы Конго, прежде всего в Киву, происходила в результате найма на работу, по семейным обстоятельствам или другим причинам.
В результате погромов в Руанде 1959—1960 и 1973—1974 годов потоки беженцев оттуда также устремились в Конго (Заир). Переселенцы обосновались в Бвегера, затем переместились к деревне Муленге и расселились по всему горному плато Итомбве. В связи с этим тутси в Конго стали называть баньямуленге (жители Муленге).
Тутси стремились занять руководящие посты в политике, администрации, армии, бизнесе, что порождало у коренных жителей неприязнь к ним. В районах с большой плотностью населения начались бунты автохтонных этнических групп против засилья тутси в политике и экономике.
Когда в 1996 году началась Первая конголезская война, то баньямуленге активно поддержали Лорана Кабилу и вошли в его ближайшее окружение.
Но подготовленный в 1998 году проект закона о гражданстве ДРК содержал положения, которые, в случае их реализации, могли лишь обострить этнические проблемы. Так, статья 31 проекта требовала от лиц, претендующих на конголезское гражданство, доказать свою принадлежность к такой этнической группе, которая проживала на территории современной ДРК до 1885 года и имела там определённую административную организацию. Это лишало баньямуленге гражданства. Поэтому неудивительно, что во время начавшейся в 1998 году Второй конголезской войны они, в основном, поддержали противников Кабилы (Конголезское объединение за демократию).
«Проблема баньямуленге» осталась нерешённой и при новом президенте Жозефе Кабиле, несмотря на его попытки найти компромисс. В статье 14 конституции переходного периода от 2003 года говорилось, что все этнические группы и национальности, проживающие на территории ДРК, должны иметь равные права и защищаться законом. Однако на практике это не соблюдалось и в восточных провинциях ДРК возобновлялись локальные конфликты, связанные с политическими требованиями баньямуленге.

## Известные тутси
- Кагаме, Поль
- Нкунда, Лоран
- Нийонгабо, Венусте
- Stromae[21]